# Probolus concinnus
Probolus concinnus är en stekelart som beskrevs av Wesmael 1853. Probolus concinnus ingår i släktet Probolus och familjen brokparasitsteklar. Det är osäkert om arten förekommer i Sverige. Inga underarter finns listade i Catalogue of Life.